# Скрытая категория
Для информации по скрытым категориям в Википедии, смотри Категория:Скрытые категории.
Скры́тая катего́рия (криптоти́п) — семантические и синтаксические признаки слов или словосочетаний, не находящие явного морфологического выражения, но существенные для построения и понимания высказывания. Скрытые категории оказывают влияние на сочетаемость данного слова с другими словами в предложении.

## История термина
Впервые в таком значении термины «криптотип» (в противоположность морфологически оформленному фенотипу) и «скрытая категория» употребил Бенджамин Уорф в работе «A Linguistic Consideration of Thinking in Primitive Communities», датируемой приблизительно 1936 годом. Эта работа была посвящена наблюдениям над индейскими языками, резко отличными от европейских языковых систем. Этот термин получил распространение в ряде грамматических теорий, в первую очередь — в концепции «скрытой грамматики» С. Д. Кацнельсона.

## Сущность скрытых категорий
О скрытых категориях говорят в тех случаях, когда некоторое грамматическое значение не выражается в языке специальными средствами, но в соответствующих контекстах может быть выделено. Так, в русском языке отсутствует противопоставление перфекта и аориста, но глагольная форма «уволили» в предложении «Его уволили, поэтому он не пойдет на собрание» имеет перфектную, а в предложении «В 2006 году его уволили из органов» — аористическую интерпретацию; в этом смысле можно (хотя обычно и не принято) выделять скрытые категории перфекта и аориста в русском языке. Для характеристики таких значений в современной лингвистике чаще применяются термины «универсальное грамматическое значение» (в отличие от «конкретно-языкового» значения, находящего формальное выражение в грамматической системе данного языка).
Кроме того, скрытыми категориями называют и такие значения, которые ни в каком языке не являются грамматическими. Например, деление существительных на исчисляемые и неисчисляемые в русском языке проявляется в том, что только первые сочетаются с количественными числительными и способны иметь форму множественного числа в обычном значении. Исчисляемость не является грамматической категорией, но это значение необходимо учитывать для правильного описания числового поведения (и других языковых свойств) русских существительных. Для характеристики подобных значений в современной лингвистике чаще применяются термины «семантический признак» или «синтаксический признак» (в зависимости от того, о явлениях какого уровня идет речь). Набор семантических и синтаксических признаков, используемый в современных грамматических описаниях, очень разнообразен.

### Разновидности скрытых категорий
Скрытые категории делят на классифицирующие и модифицирующие. Скрытая категория считается классифицирующей, если её значение является постоянным для данной единицы. Такое значение обычно является словарным признаком лексемы. Значение модифицирующих скрытых категорий является переменным для данной единицы. Модифицирующие скрытые категории характеризуют высказывание в целом и часто являются продуктом взаимодействия составляющих его единиц.

## Примеры скрытых категорий

### Скрытые категории русского языка
- классифицирующий криптотип личности/неличности существительных (при исключении возможности персонификации) — неличные существительные не употребляются в дательном падеже в значении предназначенности и в оборотах типа «у X высокая температура»: нельзя сказать «выбрать шторы окнам» или «у стула высокая температура».
- классифицирующий криптотип контролируемости/неконтролируемости предикатов — предикаты со значением контролируемости не могут употребляться в отрицательных конструкциях с императивом совершенного вида.
- модифицирующий криптотип актуальности/узуальности сказуемого — предложение «Мой дед землю пахал» допускает как конкретную, так и общую временную отнесённость. Вместе с тем возможно и лексическое выражение актуальности/узуальности — невозможно сказать «Я люблю её сегодняшнюю прическу».

### Скрытые категории английского языка
- род существительных является скрытой категорией: категория рода освещается только при использовании местоимений
- переходность глагола
- фразализация глагола частицей up